# Hontvarsány
Koordináták: é. sz. 48,2004°, k. h. 18,6585°48.200400°N 18.658500°E

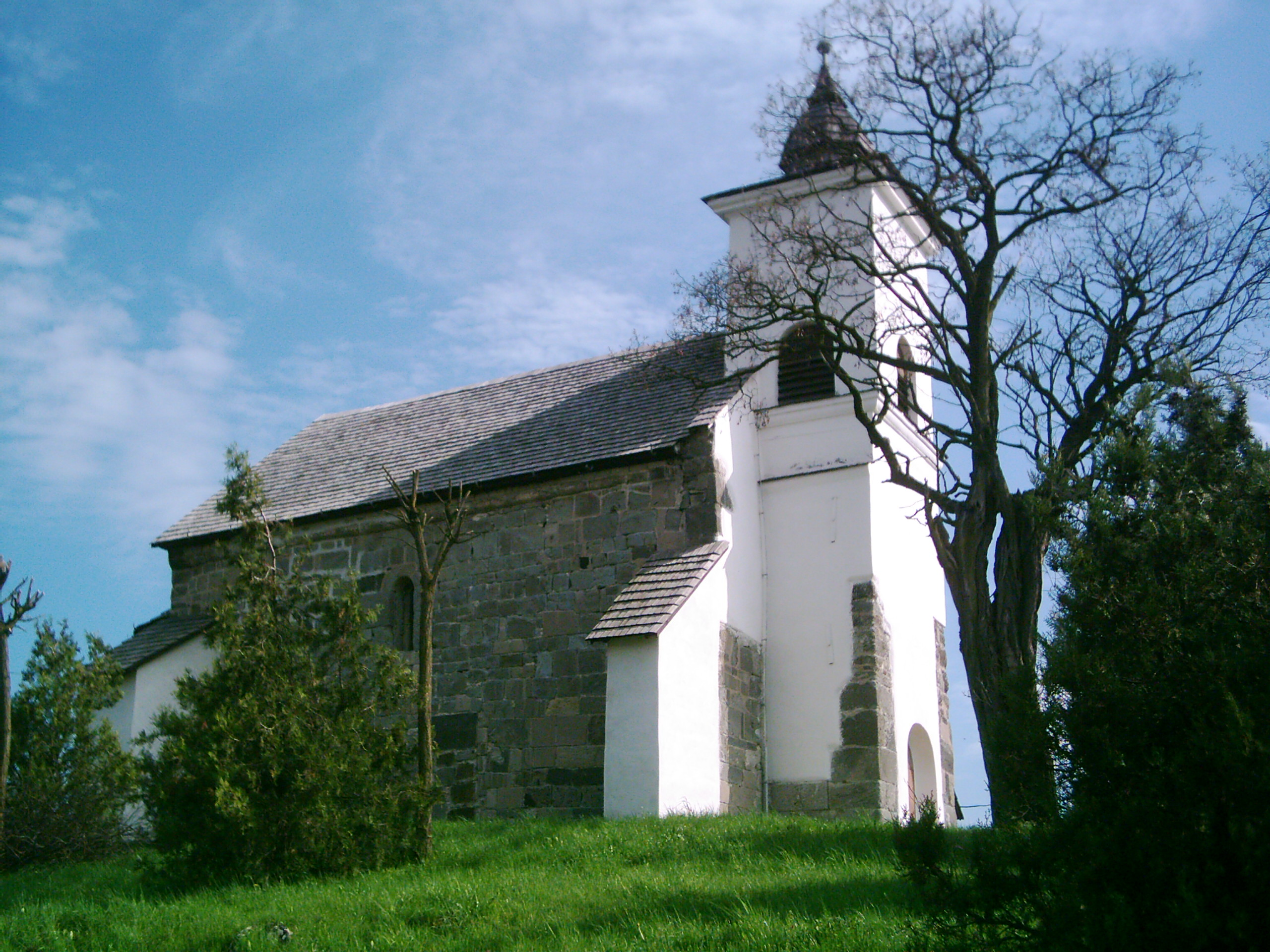
Hontvarsányi Árpád-kori templom

Hontvarsány (szlovákul: Kalinčiakovo, korábban Varšany) Léva városrésze, korábban önálló falu Szlovákiában, a Nyitrai kerület Lévai járásában.

## Fekvése
Lévától 5 km-re délkeletre, a Sikenica patak partján, az 564-es út mentén fekszik.

## Története
A település területén már a kőkorszakban is éltek emberek.
A mai települést 1290-ben „Wosyan" alakban említik először, azonban ennél sokkal régebbi lehet. Erre enged következtetni neve is, mely a honfoglaló magyarokkal együtt érkezett egyik kabar törzs, a Varsány nevéből származik. Temploma már a 12. században állt. A falu a 13. század második feléig királyi birtok volt. A tatárjárás után IV. Béla király a Varsányi családnak adta. A Varsányi család, majd rokonság révén a Simonyi család egészen a 18. századig birtokolta. 1477-ben Kereskényi Zsigmond lánya nyugtatja Simonyi rokonait itteni birtokáról. A 15. században Szendi vajdának, a 17. században a Horváth családnak, a 18. században a Jánoky, a 19. században a Majthényi és Nyáry családoknak voltak itt nagyobb birtokaik.
A 18. század végén Vályi András így ír róla: „VARSÁNY. Magyar falu Hont Várm. földes Urai Simonyi, és több Uraságok, lakosai katolikusok, és reformátusok, fekszik Kereskényhez nem meszsze, mellynek filiája; határja jó, legelője elég, szőleje termő, fája nints."
Fényes Elek geográfiai szótórában: „Varsány, Honth vm. magyar-tót falu, ut. p. Lévához 1/2 mfd, 207 kath., 37 evang., 142 ref. lak., több uri lakházakkal, ref. anyaekklézsiával, szőlőhegygyel, jó legelővel és réttel. F. u. b. Nyáry, b. Majtényi, stb."
Hont vármegye monográfiája szerint: „Varsány, magyar kisközség, 40 házzal és 375 róm. kath. és ev. ref. vallású lakossal; vasúti és táviró-állomása Léván, postája helyben van. Körjegyzőségi székhely. a XIV. és XV. századbeli oklevelekben a következő változatokban akadunk a falu nevére: Vosyam, Vassyam, Vassan, Vassány, Vosin. A vármegye legrégibb községei közé tartozik, melyről már a XIII. században szólnak a történeti adatok, a mikor Simon fiainak, Mihály, Martonos, Jákó és Füle testvéreknek, a Varsányi-Simonyi-család őseinek volt a birtoka, melyet még a XVIII. században is megtartottak. 1405-ben Szendi István vajda, a Kálnay család őse, kapott itt királyi adományt, melyben 1475-ben Mátyás király is megerősítette. A Kálnayakat a vallásüldözés idején is itt találjuk. 1629-ben a Horváth családot, a XVIII. század elején a Jánokyakat, a mult században a Majthényi és Nyáry családokat uralta. Jelenleg báró Nyáry Béla örököseinek van itt nagyobb birtokuk. Varsány község határában fekszenek a Csuda- és Margit-majorok."
A trianoni békeszerződésig Hont vármegye Báti járásához tartozott. 1938 és 1945 között újra Magyarország része.

## Népessége
1880-ban 343-an lakták: 213 magyar, 101 szlovák, 12 német anyanyelvű és 17 csecsemő.
1890-ben 368 lakosából 215 magyar és 147 szlovák anyanyelvű volt.
1900-ban 375 lakosából 249 magyar és 126 szlovák anyanyelvű lakta.
1910-ben 262 lakosából 218 magyar, 35 szlovák, 8 német és 1 szerb anyanyelvű volt. Ebből 173 római katolikus, 57 református, 19 evangélikus, 12 izraelita és 1 görög keleti vallású.
1921-ben 337 lakosából 263 magyar és 74 csehszlovák volt.
1930-ban 511 lakosából 233 magyar és 272 csehszlovák volt.
1938-ban 494 lakosa volt.
1941-ben 534 lakosából 318 magyar és 213 szlovák volt.
1970-ben 579 lakosából 107 magyar, 470 szlovák és 1-1 cseh és lengyel volt.

## Neves személyek
- Itt született Imrich Karvaš (1903-1981) közgazdász, ügyvéd, egyetemi oktató, a Szlovák Nemzeti Bank első vezetője.
- Itt született Jozef Karvaš (1905-1982) pedagógus, helytörténeti kutató, muzeológus, városi levéltáros.
- Itt született 1803-ban Nyáry Antal valóságos belső titkos tanácsos, ítélőtáblai bíró, koronaőr, hétszemélynök.
- Itt hunyt el Nyáry Béla (1845-1900) császári és királyi kamarás és országgyűlési képviselő.

## Nevezetességei

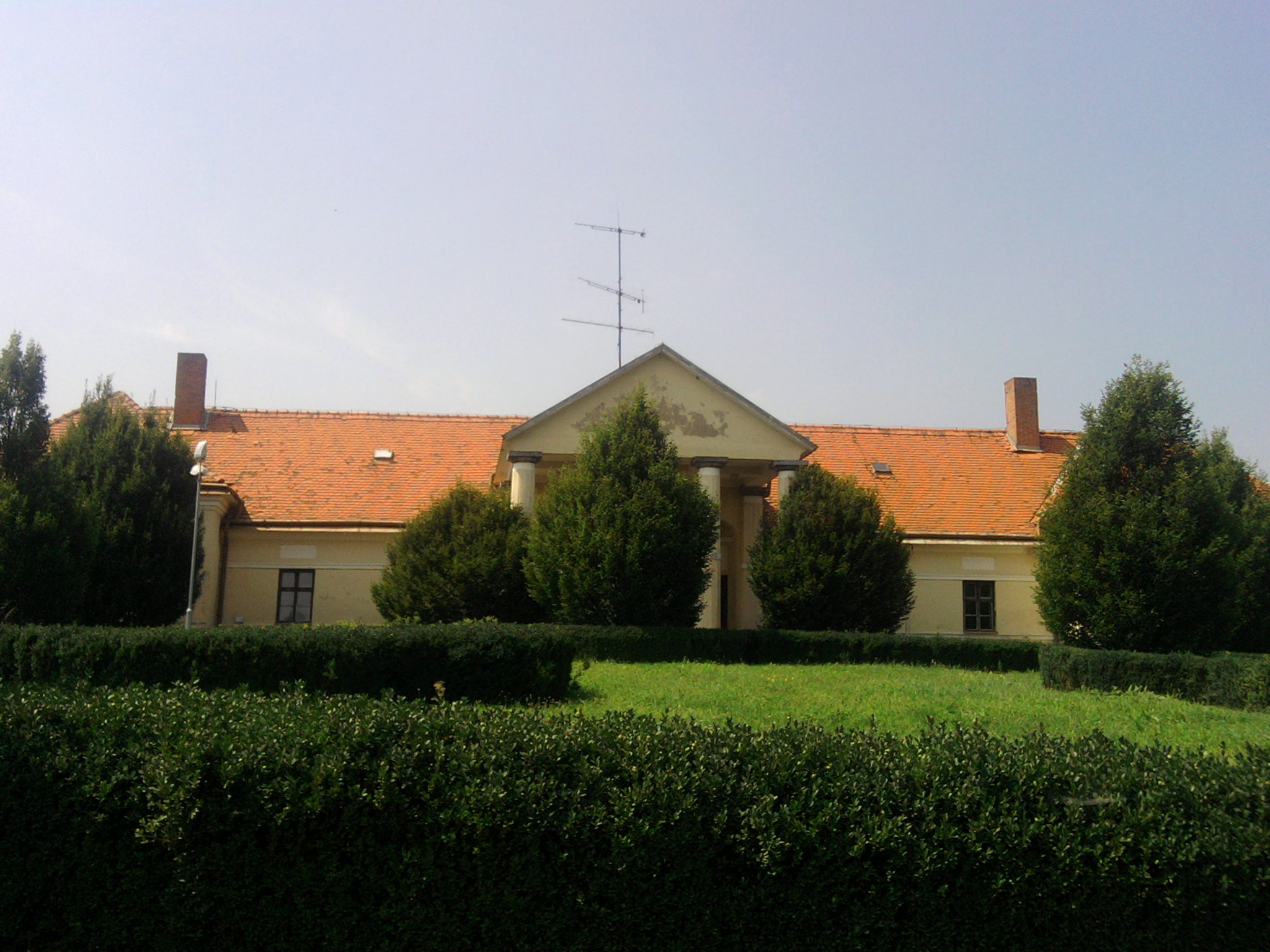
Hontvarsányi kastély

- Dombtetőn álló református temploma a 12. század közepén épült román stílusban. 1655-től a reformátusoké. A templom a 19. század elején leégett, de 1835-ben újjáépítették. Gótikus kő keresztelőmedencéje van.
- A falu kápolnája 1901-ben épült.
- A Nyári-kastély a 18. században épült barokk stílusban, 1820 körül klasszicista stílusban építették át. Régebben a Majtényi családé volt.
- A falutól 1 km-re délre fekszik a Margita-Ilona nevű közkedvelt fürdő 25 °C-os gyógyvizével, több termálvizes medencével.

## Lásd még
- Léva
- Csánk
- Génye
- Hontkiskér
- Horhi

## Külső hivatkozások
- Gömbpanorámák Hontvarsányról a Karpatmedence360.hu-n
- A hontvarsányi fürdő (szlovákul)